# 12 de enero
El 12 de enero es el 12.º (duodécimo; décimo segundo o decimosegundo) día del año en el calendario gregoriano. Quedan 353 días para finalizar el año y 354 en los años bisiestos.

## Acontecimientos

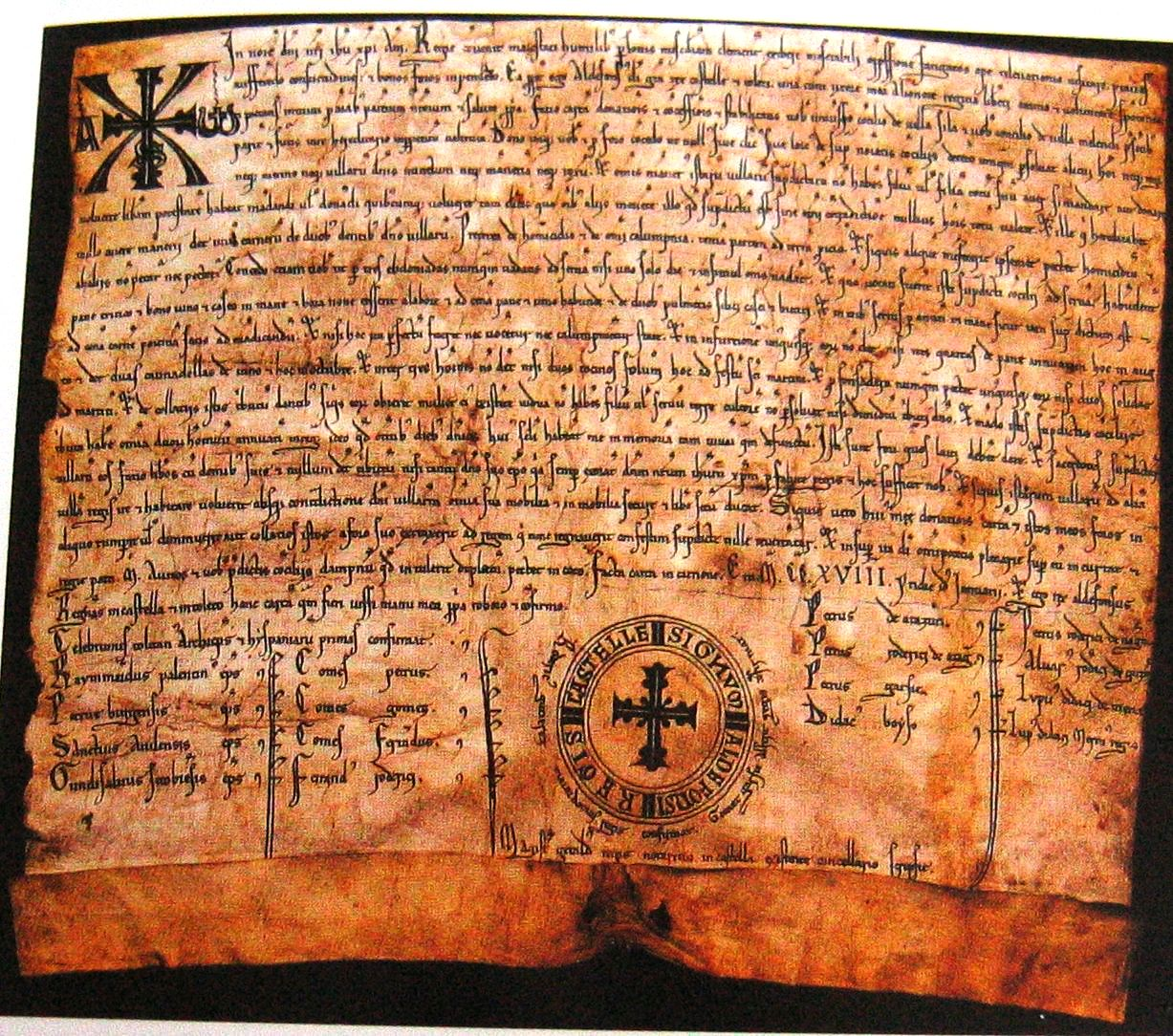
Documento original del Fuero de Villasila y Villamelendro otorgado por Alfonso VIII en 1180.

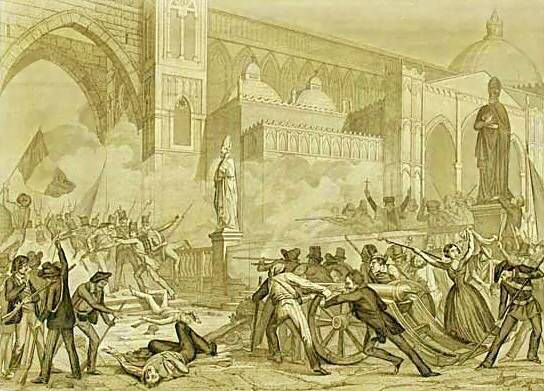
La revolución de Palermo (Sicilia) de 1848.

- 29 a. C.: en la Antigua Roma finaliza la guerra civil.
- 1072: en España, tras la batalla de Golpejera, Sancho II es coronado rey de León.
- 1180: Alfonso VIII concede el Fuero de Villasila y Villamelendro
- 1230: Jaime I de Aragón conquista la isla de Mallorca.
- 1425: En España, son redactados los primeros documentos sobre la entrada de gitanos en la península ibérica.[1]
- 1528: en Suecia, Gustavo I es coronado rey.
- 1610: en España se decreta la expulsión de los moriscos de Andalucía.
- 1719: en las montañas de Tydal, en la región de Trøndelag (Noruega), en el marco de la Gran Guerra del Norte (1700-1721), mueren congelados unos 4000 soldados carolinos (del rey Carlos XI y Carlos XII).
- 1755: en Moscú (Imperio ruso), la emperatriz Isabel aprueba la creación de la primera universidad rusa, la Universidad de Moscú.
- 1777: en la ubicación de la actual ciudad de Santa Clara (California) se funda la misión Santa Clara de Asís, la octava misión española en la región.
- 1807: parte de la ciudad de Leyden (Países Bajos) es destruida por la explosión de un buque cargado de pólvora.
- 1812: en el departamento de Potosí (en el suroeste del Alto Perú, la actual Bolivia) ―al final de la primera expedición auxiliadora al Alto Perú― los españoles vencen a los argentinos en la batalla de la Quebrada del Nazareno.
- 1816: en Francia, una ley del Gobierno destierra a toda la familia Bonaparte.
- 1829: en México, el Congreso de la República anula las elecciones presidenciales.
- 1832: en España, Ramón de Mesonero Romanos comienza la publicación de sus «Escenas matritenses» en la revista literaria Castas Españolas.
- 1848: en Palermo (Sicilia) comienza la revolución independentista contra los Borbones del Reino de las Dos Sicilias.
- 1866: Chile y Perú ratifican un tratado de alianza ofensiva y defensiva para repeler las agresiones de la armada española, que pretendía bloquear los puertos chilenos.
- 1872: en Aksum (Etiopía) Yohannes IV es coronado emperador, la primera coronación imperial en 200 años.
- 1874: en Cartagena (España), finaliza la insurrección cantonalista que formó el Cantón de Cartagena y resistió el bloqueo por mar y tierra de las fuerzas gubernamentales.
- 1875: en China, Kwang-Su es coronado emperador.
- 1881: en el marco de la guerra del Pacífico, en la batalla de San Juan y Chorrillos se enfrentan Bolivia, Chile y Perú.
- 1895: en Londres (Imperio británico) se funda The National Trust (actual Fundación Nacional para Lugares de Interés Histórico o Belleza Natural).
- 1898: en Tokio (Japón) Itō Hirobumi comienza su tercer término como primer ministro de Japón.
- 1899: la fragata escuela argentina Presidente Sarmiento emprende su primer viaje de circunnavegación.
- 1905: en Ecuador, Lizardo García es elegido presidente.
- 1906: en Londres (Reino Unido), el gabinete de Henry Campbell-Bannerman (que incluye a H. H. Asquith, Winston Churchill y David Lloyd George) se embarca en reformas sociales radicales.
- 1908: en París (Francia) se envía un mensaje de radio desde la torre Eiffel por vez primera.
- 1910: en Estados Unidos ―en el marco de la segregación racial en Estados Unidos que existió legalmente en ese país hasta 1967―, el Congreso aprueba una ley contra la trata de «blancas» (implicando que solo serían protegidas las mujeres de raza blanca).
- 1913: en Kiel y Wilhelmshaven se establecen las bases de la flota submarina alemana (preparando el inicio de la Primera Guerra Mundial).
- 1915: en los Estados Unidos, la Cámara de Representantes rechaza una propuesta de otorgarle a las mujeres blancas el derecho al voto.
- 1915: en los Estados Unidos, el Congreso de los Estados Unidos crea el parque nacional de las Montañas Rocosas.
- 1917: en la localidad argentina de San Carlos Centro (provincia de Santa Fe) se funda el Club Atlético Argentino de San Carlos.
- 1918: en Finlandia entra en efecto la Ley de Mosaicos Confesos, que convierte en ciudadanos legales a los finlandeses de origen judío.
- 1924: en España, Miguel Primo de Rivera disuelve las diputaciones provinciales, excepto las de Navarra y el País Vasco.
- 1926: el gobierno británico protesta ante el de México por el artículo 27 de la Constitución de ese país, que prohíbe poseer terrenos petrolíferos a los extranjeros.
- 1932: en los Estados Unidos Hattie Caraway se convierte en la primera mujer blanca en ser elegida senadora.
- 1936: del aeropuerto de Camagüey (Cuba) despega el aviador cubano Menéndez Peláez para realizar el vuelo transatlántico La Habana-Madrid, que hizo en cuatro etapas.
- 1937: Amin al-Husayni, gran muftí de Jerusalén, exige el fin de la inmigración judía a Palestina.
- 1937: Melilla se convierte en base de los submarinos alemanes.
- 1938: en la Unión Soviética se celebra la sesión constituyente del nuevo Sóviet Supremo.
- 1940: en Guayaquil (Ecuador), los partidarios de José María Velasco Ibarra protagonizan un movimiento revolucionario.
- 1940: en el marco de la guerra de invierno, la Unión Soviética bombardea ciudades de Finlandia.
- 1941: El Club Sport Cartaginés obtiene su tercer título de Campeón de primera división en Costa Rica
- 1942: en el marco de la Segunda Guerra Mundial, Japón ―después de haber invadido las islas Célebes y la isla de Borneo― declara la guerra a las Indias Orientales Neerlandesas.
- 1943: en el marco de la Segunda Guerra Mundial, el Ejército Rojo lanza la operación Chispa que permite romper parcialmente el sitio de Leningrado y abrir un estrecho corredor hasta la ciudad.
- 1946: en Nueva York, la Asamblea General de la ONU crea el Consejo de Seguridad.
- 1948: en los Estados Unidos, el Tribunal Supremo declara la igualdad de educación para blancos y negros. Sin embargo la segregación racial en Estados Unidos será abolida oficialmente en 1967.
- 1952: el Banco Central de la República Argentina anuncia que todas las exportaciones deberán pagarse antes de ser embarcadas.
- 1953: en Yugoslavia entra en vigor la nueva constitución y el mariscal Josip Broz Tito es proclamado presidente de la república.
- 1954: en Australia mueren más de 200 personas a causa de un alud.
- 1959: en Maro, en el sur de España, cinco jóvenes redescubren la cueva de Nerja. En su interior se encontraron pinturas de focas realizadas por neandertales entre el 41 500 y el 40 300 a. C. (lo que las convierte en la primera obra de arte conocida de la Historia).[2]
- 1959: en Cuba ocurre la Masacre de la Loma de San Juan.
- 1961: en la Universidad de Barcelona, huelga general en protesta por una agresión contra los estudiantes.
- 1963: en Togo se inicia una insurrección militar en contra del régimen de Sylvanus Olympio.
- 1964: en Zanzíbar comienza la Revolución de Zanzíbar, que proclamará una república.
- 1966: en los Estados Unidos, el presidente Lyndon B. Johnson declara que su país mantendrá invadido Vietnam hasta acabar con todos los comunistas.
- 1966: en los Estados Unidos se emite por primera vez la serie televisiva Batman con Adam West y Burt Ward.
- 1967: en el volcán de Agua (Guatemala) ocurre una fuerte nevada, que cubre la cumbre en su totalidad. Esa fue la última vez que nevó sobre este volcán guatemalteco.
- 1967: en los Estados Unidos, fallece de cáncer el profesor de psicología James Bedford y se convierte en la primera persona en ser conservada criogénicamente con la idea de ser resucitado en el futuro.
- 1968: en la Unión Soviética, el escritor Alexandr Guinzburg es condenado a 5 años de prisión.
- 1969: Led Zeppelin lanza su álbum debut, Led Zeppelin.
- 1970: el Gobierno de Nigeria aplasta la efímera República de Biafra (1967-1970). Termina la guerra civil.
- 1970: en España suceden grandes inundaciones por el desbordamiento de los ríos Ebro, Tajo, Duero, Guadiana y Guadalquivir.
- 1971: en Alemania, el Ministerio de Agricultura prohíbe el uso del insecticida DDT debido a sus características cancerígenas. La prohibición será efectiva el 17 de mayo.
- 1971: en los Estados Unidos comienza el juicio contra el sacerdote católico Philip Berrigan (1923-2002) y cinco otras personas por afirmar que harían un «arresto simbólico» contra Henry Kissinger (uno de los responsables de la guerra de Vietnam). A pesar de que el Gobierno gastará dos millones de dólares en los próximos años, no logrará condenarlos.
- 1971: en los Estados Unidos comienza la exitosa comedia de situaciones All in the Family por el canal CBS.

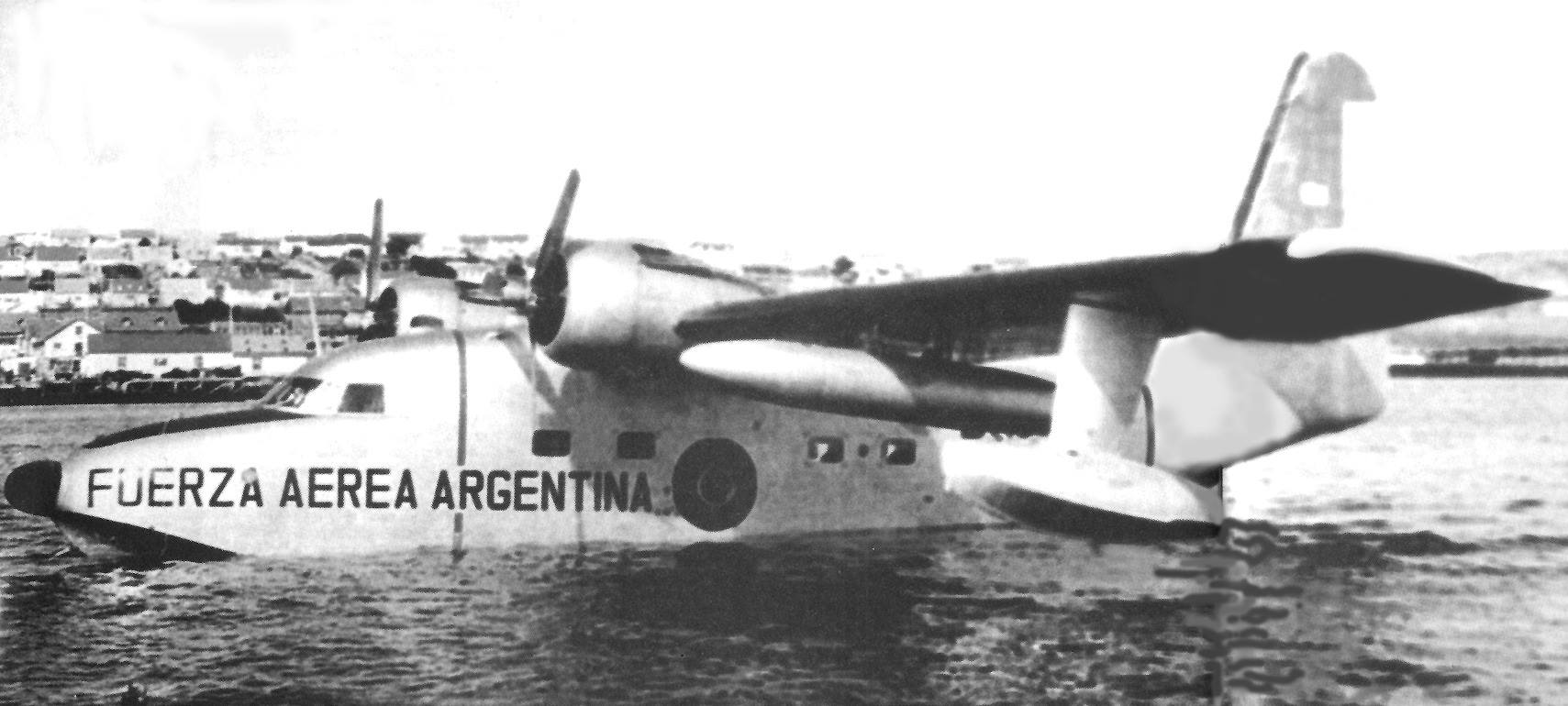
Primer vuelo regular desde Argentina a las Islas Malvinas en 1972.

- 1972: en Argentina, Líneas Aéreas del Estado (LADE) inició el servicio regular a las Islas Malvinas con un anfibio Grumman HU-16 Albatross matrícula BS-02. La tripulación estaba compuesta por el entonces capitán José Demarco (comandante de aeronave), el capitán Ángel Toribio (primer piloto), el primer teniente Francisco Mensi (navegador), el suboficial Rubén Bidegain (mecánico) y el cabo principal Juan Scianca (radioperador).[3]
- 1976: el Consejo de Seguridad de las Naciones Unidas vota 11 contra 1 para permitir que la Organización para la Liberación de Palestina participe en un debate del consejo (aunque sin derecho a voto).
- 1981: el equipo nacional de Uruguay se proclama Campeón de la Copa de Oro de Campeones Mundiales al derrotar a la selección de Brasil.
- 1983: en El Salvador finaliza la rebelión encabezada por Sigfrido Ochoa.
- 1986: el transbordador estadounidense Columbia es lanzado al espacio con el objetivo de poner en órbita el satélite de comunicaciones Cabion-1.
- 1988: en Míchigan (Estados Unidos) nacen los primeros quintillizos probeta del mundo.
- 1988: en la Antártida, España instala su primera base.
- 1991: en España, dimite el vicepresidente del gobierno Alfonso Guerra, arrastrado por los escándalos.
- 1991: en Lituania, en la noche del 12 al 13, miles de civiles se congregan en torno al Parlamento y se enfrentan con las tropas soviéticas.
- 1991: en los Estados Unidos, tanto el senado como el congreso autorizan al presidente Bush el empleo de la fuerza contra Irak.
- 1992: en Argelia es anulado el proceso electoral en cuya primera vuelta del 26 de diciembre habían triunfado los islamistas.
- 1993: en París, 120 países firman un acuerdo para prohibir las armas químicas.
- 1994: en las islas Fiyi, Ratu Sir Kamisese Mara es nombrado presidente.
- 1995: en París, el presidente François Mitterrand inaugura el mayor complejo musical de Europa.
- 1998: en París, 19 países europeos —entre ellos España— firman el protocolo del Consejo de Europa que prohíbe la clonación de seres humanos, primer texto jurídico internacional en esta materia.
- 1998: el gobierno alemán acuerda pagar 100 millones de euros a los judíos del Este que sobrevivieron al Holocausto nazi.
- 1998: en Chile, la Fuerza Aérea de Chile logra con éxito la operación "Manu Tama'I" en la cual aviones caza F-5E Tigre III vuelan directo desde Chile continental hasta la Isla de Pascua, siendo reabastecidos en aire por el KC-707 Águila, de la institución.
- 1999: Britney Spears lanza su primer álbum "...Baby One More Time", con el cual ha vendido actualmente más de 30 millones de copias en todo el mundo, y le valió su primer disco de diamante certificado por la RIAA.
- 2004: es botado el transatlántico más grande del mundo, el Queen Mary 2.
- 2005: desde Cabo Cañaveral (Florida) despega la sonda espacial Deep Impact.
- 2006: en Mina (Arabia Saudita) se produce una estampida durante el ritual de la Lapidación de Satanás. Mueren al menos 362 peregrinos musulmanes.
- 2010: un devastador terremoto de una magnitud de 7 grados, con epicentro a 15 km de Puerto Príncipe (Haití), produce unos 316 000 muertos.
- 2011: en Santiago de Compostela (Galicia) se inaugura la Ciudad de la Cultura de Galicia.
- 2011. en Estados Unidos, la empresa Google censura el canal de videos del sitio web Cubadebate en el sitio web YouTube.[4]
- 2012: en Limonade, 15 km al sur de Cabo Haitiano (Haití) se inaugura el recinto Rey Henri Christophe de la Universidad Estatal de Haití, en conmemoración del segundo aniversario del terremoto de 2010. Fue donado por el Gobierno de la República Dominicana con una parte de las donaciones que recibió ese país a nombre de Haití.[5]
- 2014: en la Ciudad del Vaticano, el papa Francisco nombra 19 nuevos cardenales.
- 2016: en Estambul, se perpetran a un nuevo atentado suicida cerca de la atracción turística de la Mezquita Azul con saldo de 10 muertos y 15 heridos.
- 2017: en la plataforma YouTube se sube el video musical con más reproducciones en la historia Despacito de Luis Fonsi con Daddy Yankee.
- 2021: en Washington D. C., la Cámara de Representantes de los Estados Unidos aprueba la resolución de la Enmienda 25 con el objetivo de destituir al presidente Donald Trump luego de los hechos ocurridos durante la toma del Capitolio.

## Nacimientos
- 1474: Nitiananda, santo hinduista bengalí (f. 1540 aprox.).
- 1483: Enrique III de Nassau-Breda, aristócrata alemán (f. 1538).
- 1562: Carlos Manuel I, aristócrata saboyano (f. 1630).
- 1580: Jan Baptista van Helmont, físico y químico belga (f. 1644).
- 1588: John Winthrop, líder político estadounidense (f. 1649).

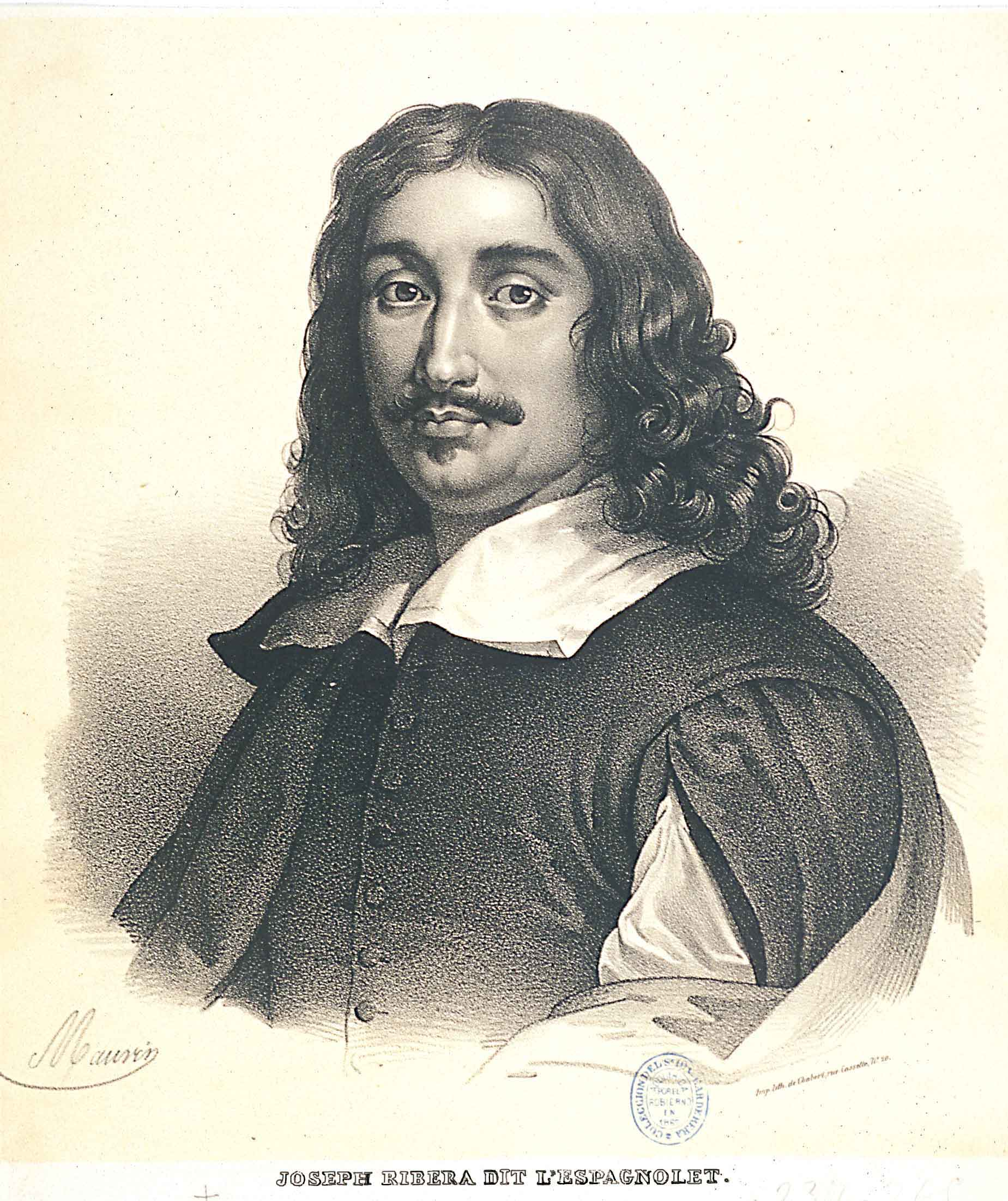
José de Ribera.

- 1591: José de Ribera, pintor español (f. 1652).
- 1597: François Duquesnoy, escultor italiano (f. 1643).
- 1628: Charles Perrault, escritor francés de cuentos infantiles como Pulgarcito o Caperucita (f. 1703).
- 1711: Gaetano Latilla, compositor italiano (f. 1788).
- 1715: Jacques Duphly, compositor francés (f. 1789).
- 1716: Antonio de Ulloa, marino y científico español (f. 1795).
- 1721: Fernando de Brunswick, mariscal prusiano (f. 1792).
- 1729: Edmund Burke, político, filósofo y escritor irlandés (f. 1797).
- 1746: Johann Heinrich Pestalozzi, pedagogo suizo (f. 1827).

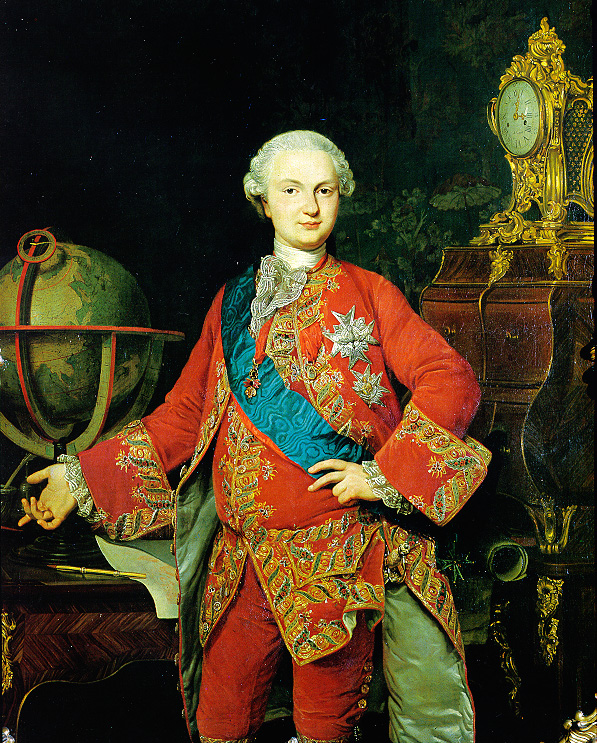
Fernando I de Borbón.

- 1751: Fernando I de Borbón, aristócrata siciliano, rey entre 1759 y 1825 (f. 1825).
- 1792: Johan August Arfwedson, químico sueco (f. 1841).
- 1797: Gideon Brecher, médico y escritor judío austriaco (f. 1873).
- 1809: Leopoldo O'Donnell, militar y político español (f. 1867).
- 1822: Etienne Lenoir, ingeniero belga, creador del motor de combustión interna (f. 1900).
- 1843: José Peón y Contreras, poeta mexicano (f. 1907).
- 1849: Jean Béraud, pintor impresionista francés (f. 1935).
- 1849: Candelario Obeso, escritor colombiano (f. 1884).
- 1852: Joseph Joffre, general francés (f. 1931).
- 1856: John Singer Sargent, pintor ítaloestadounidense (f. 1925).
- 1863: Swami Vivekananda, filósofo indio (f. 1902).
- 1873: Spiridon Louis, atleta griego (f. 1940).
- 1874: James Juvenal, remero estadounidense (f. 1942).
- 1876: Jack London, escritor estadounidense (f. 1916).
- 1876: Ermanno Wolf-Ferrari, compositor italo-alemán (f. 1948).
- 1876: Pablo de la Garza, abogado, militar y político mexicano (f. 1932).
- 1878: Ferenc Molnár, escritor húngaro (f. 1952).
- 1882: Milton Sills, actor estadounidense (f. 1930).
- 1884: Texas Guinan, actriz estadounidense (f. 1933).
- 1893: Hermann Goering, militar y político alemán (f. 1946).
- 1893: Alfred Rosenberg, político estonio y líder nazi (f. 1946).
- 1894: Georges Carpentier, boxeador francés (f. 1975).
- 1895: Marcial Mora, político chileno (f. 1972).
- 1896: Joaquín Maurín, político y anarquista español (f. 1973).
- 1896: Boris Skossyreff, aventurero y estafador ruso (n. 1896); entre el 11 y el 20 de julio de 1934 se autoproclamó «rey de Andorra» como Boris I.
- 1896: David Wechsler, psicólogo estadounidense (f. 1981).
- 1899: Pierre Bernac, cantante francés de ópera (f. 1979).
- 1899: Paul Hermann Müller, químico suizo, premio nobel de fisiología o medicina en 1948 (f. 1965).
- 1901: Salvador Cardona, ciclista español (f. 1985).

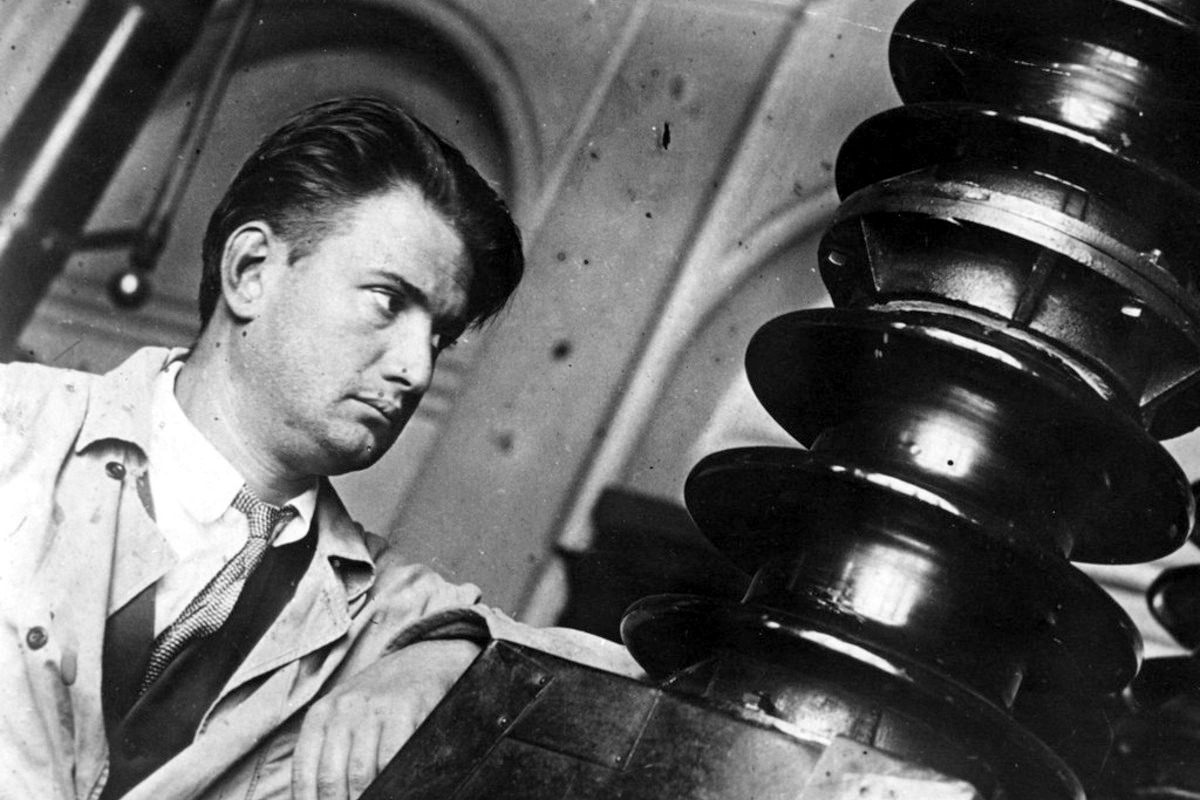
Ígor Kurchátov.

- 1903: Ígor Kurchátov, físico ruso (f. 1960).
- 1904: Mississippi Fred McDowell, cantante-compositor y guitarrista estadounidense (f. 1972).
- 1905: Tex Ritter, cantante y actor estadounidense (f. 1974).
- 1906: Emmanuel Lévinas, filósofo lituano (f. 1995).
- 1907: Serguéi Koroliov, diseñador de cohetes e ingeniero ruso (f. 1966).
- 1908: José Limón, bailarín, maestro y coreógrafo mexicano (f. 1972).
- 1908: Alfredo Zalce, pintor y muralista mexicano (f. 2003).
- 1908: Jean Delannoy, cineasta, guionista y actor francés (f. 2008).
- 1910: Patsy Kelly, actriz estadounidense (f. 1981).
- 1910: Luise Rainer, actriz estadounidense de origen alemán (f. 2014).
- 1911: Robert Abshagen, comunista alemán y luchador de la Resistencia alemana al nazismo (f. 1944).
- 1912: Raúl Benito Castillo, político argentino (f. 1969).
- 1912: Florindo Sassone, músico argentino (f. 1982).
- 1914: Enrique Miret Magdalena, teólogo español (f. 2009).
- 1914: Diego Espín Cánovas, jurista español (f. 2007).
- 1916: Pieter Willem Botha, político sudafricano, presidente de Sudáfrica entre 1984 y 1989 (f. 2006).
- 1916: Jay McShann, cantante-compositor y pianista estadounidense (f. 2006).
- 1917: Maharishi Mahesh Yogui, religioso hinduista indio (f. 2008).
- 1920: Bill Reid, escultor canadiense (f. 1998).
- 1921: Julio Cicero, jesuita y biólogo mexicano (f. 2012).
- 1923: Tito Alberti, músico y compositor argentino (f. 2009).
- 1923: Ira Hayes, marine estadounidense, uno de los que levantaron la bandera en Iwo Jima (f. 1955).
- 1924: Olivier Gendebien, piloto de automovilismo belga (f. 1998).
- 1925: Katherine MacGregor, actriz estadounidense (f. 2018).
- 1926: Morton Feldman, compositor estadounidense (f. 1987).
- 1926: Ray Price, cantante estadounidense (f. 2013).
- 1926: Abraham Serfaty, político marroquí (f. 2010).
- 1927: Leopoldo Federico, director de orquesta, compositor y bandoneonista argentino (f. 2014).
- 1929: Alasdair MacIntyre, filósofo anglo-estadounidense.
- 1930: Glenn Yarbrough, cantante y actor estadounidense (f. 2016).
- 1933: Kamal Ganzuri, economista y político egipcio (f. 2021).
- 1936: Liliana Cavani, cineasta italiana.
- 1936: Miguel de Guzmán, matemático español (f. 2004).
- 1939: Héctor Ortega, actor, director de cine y guionista mexicano (f. 2020).
- 1941: Rodrigo Uría Meruéndano, jurista español (f. 2007).
- 1941: Héctor Benavides, periodista, conductor y locutor mexicano (f. 2023).
- 1942: Ramiro de León Carpio, político guatemalteco (f. 2002).
- 1942: Michel Mayor, astrónomo suizo.
- 1944: Joe Frazier, boxeador estadounidense (f. 2011).

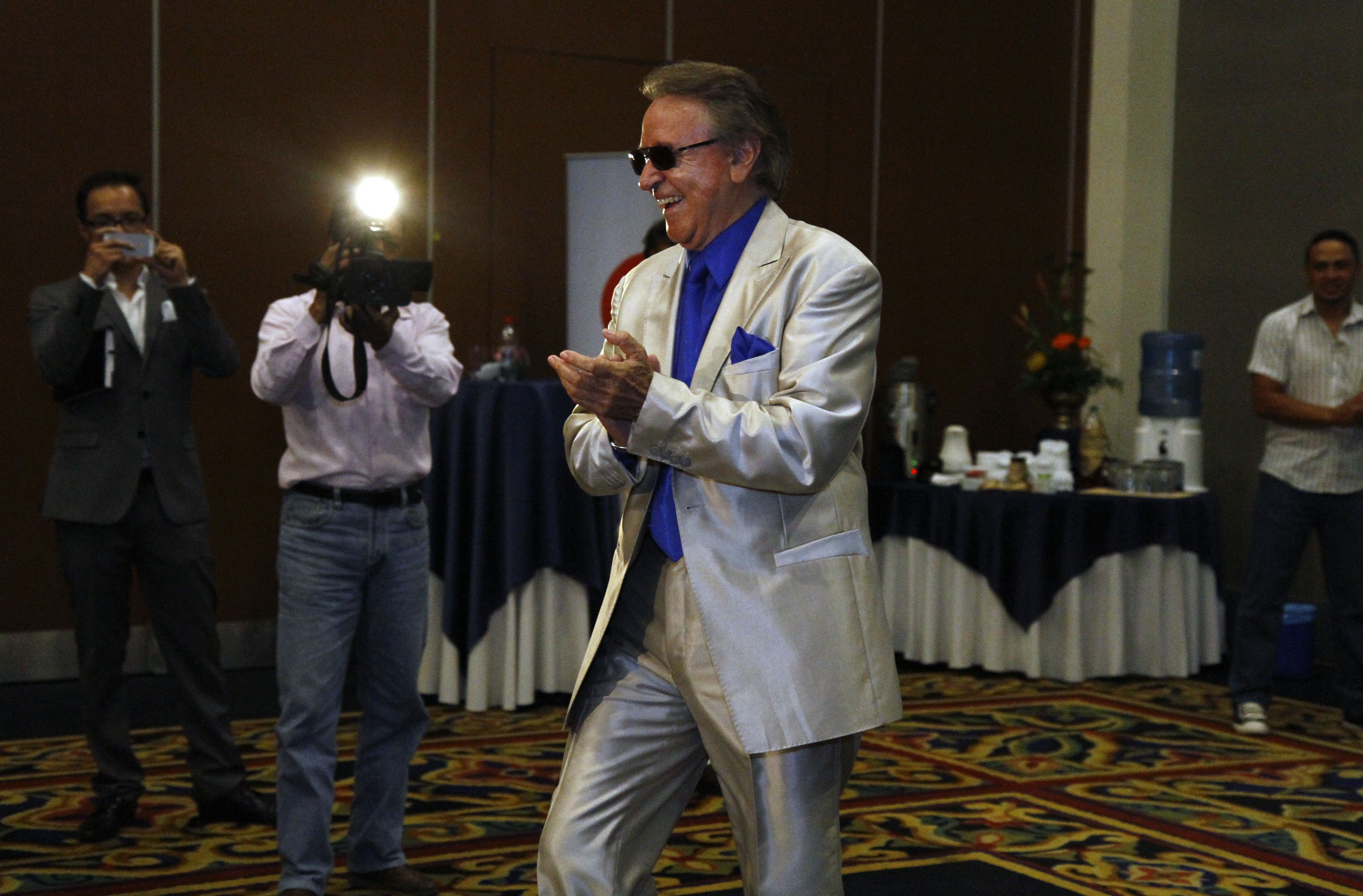
Carlos Villagrán

- Carlos Villagrán1944: Vlastimil Hort, ajedrecista checo.
- 1944: Carlos Villagrán, actor mexicano.
- 1944: Rafael Savino, empresario argentino y expresidente del Club San Lorenzo de Almagro (f. 2021).
- 1946: George Duke, pianista y compositor estadounidense (f. 2013).
- 1948: Gordon Campbell, político canadiense.
- 1948: Brendan Foster, comentarista británico de atletismo.
- 1948: William Nicholson, escritor y guionista británico.
- 1949: Ottmar Hitzfeld, entrenador de fútbol alemán.
- 1949: Wayne Wang, cineasta estadounidense de origen chino.
- 1949: Hamadi Jebali, ingeniero, periodista y político tunecino, 19.º primer ministro.
- 1949: Haruki Murakami, escritor japonés.
- 1949: María Angélica Sabelli, guerrillera argentina (f. 1972).
- 1950: Irma Maury, actriz peruana.
- 1951: Kirstie Alley, actriz estadounidense (f. 2022).

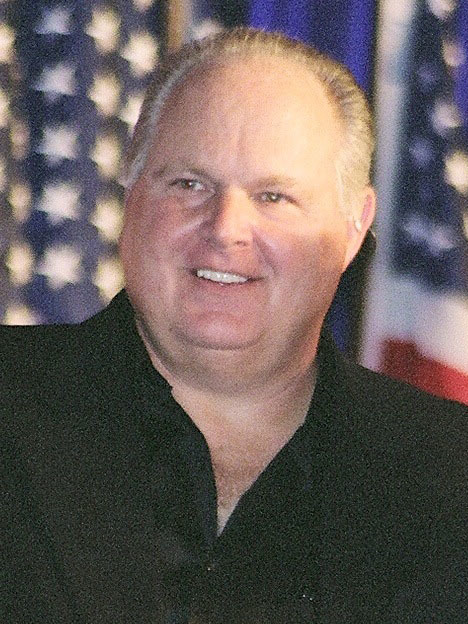
Rush Limbaugh.

- 1951: Rush Limbaugh, presentador de televisión, comentarista político y escritor estadounidense (f. 2021).
- 1951: Chris Bell, músico estadounidense (f. 1978).
- 1952: Walter Mosley, escritor estadounidense.
- 1952: El Nani (Santiago Corella), atracador español.
- 1953: Mary Harron, guionista y directora canadiense.
- 1954: Jesús María Satrústegui, futbolista español.
- 1954: Howard Stern, conductor, humorista y autor estadounidense.
- 1955: Rockne S. O'Bannon, guionista y productor estadounidense.
- 1956: Ana Rosa Quintana, presentadora de televisión y periodista española.
- 1956: Marie Colvin, reportera de guerra estadounidense (f. 2012).
- 1957: John Lasseter, director creativo, cineasta y animador de Pixar.
- 1958: Cecilio Alonso, jugador español de balonmano.
- 1958: Christiane Amanpour, periodista y escritora anglo-estadounidense.
- 1959: Blixa Bargeld, cantante alemán, de la banda Einstürzende Neubauten.
- 1959: Ralf Moeller, actor y culturista alemán.
- 1959: Per Gessle, compositor y cantante sueco, de la banda Roxette.
- 1960: Oliver Platt, actor canadiense.
- 1960: Dominique Wilkins, baloncestista franco-estadounidense.
- 1961: Francisco Marhuenda, periodista, director del diario La Razón y político español.
- 1962: Luna Vachon, luchador profesional estadounidense-canadiense (f. 2010).
- 1962: Nurlan Ormanbetov, piloto militar kazajo
- 1963: François Girard, cineasta y guionista canadiense.
- 1963: Nando Reis, cantante-compositor, guitarrista y productor brasileño, de la banda Titãs.

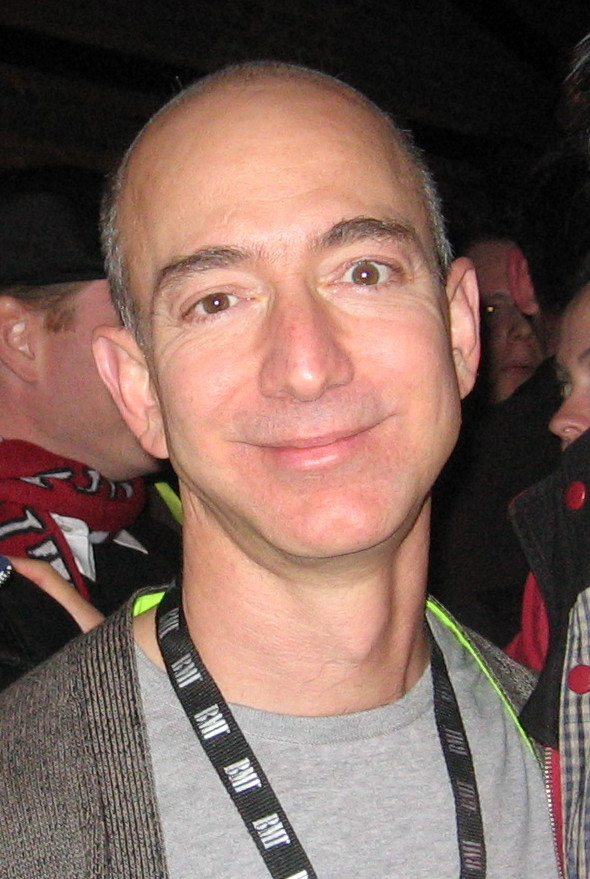
Jeff Bezos.

- 1964: Jeff Bezos, empresario estadounidense, fundador de Amazon.com.
- 1964: Blanca Li, bailarina y cineasta española.

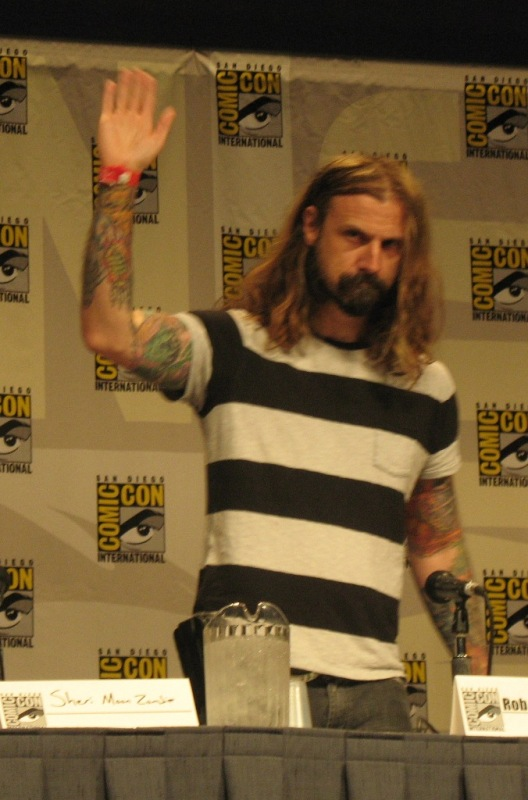
Rob Zombie.

- 1965: Rob Zombie, músico, cineasta y escritor estadounidense.
- 1966: Olivier Martínez, actor francés.
- 1967: Vendela Kirsebom, modelo y actriz sueco-estadounidense.
- 1968: Rachael Harris, actriz estadounidense.
- 1968: Laura Mañá, directora de cine española.
- 1968: Phil Spencer, ejecutivo empresarial estadounidense
- 1968: Junichi Masuda, compositor, desarrollador y productor de videojuegos japonés.
- 1968: Heather Mills, activista británica y exesposa de Paul McCartney.
- 1968: Mauro Silva, futbolista brasileño.
- 1969: Robert Prosinečki, futbolista croata.

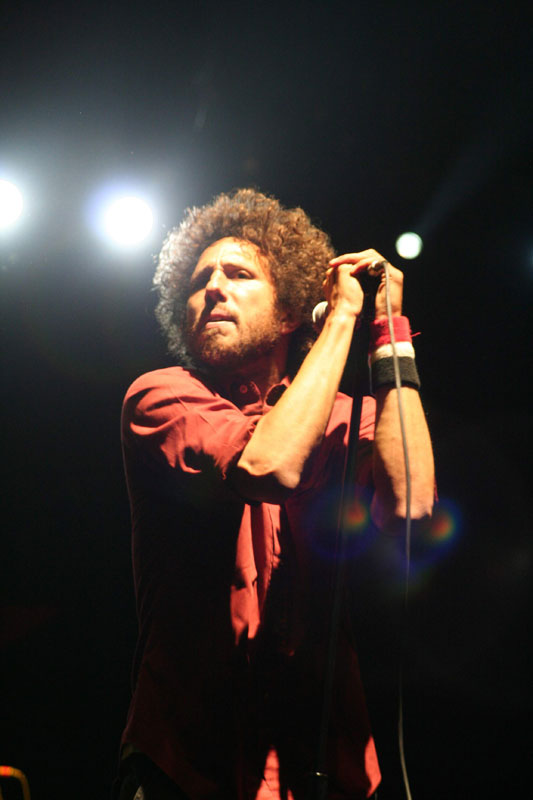
Zack de la Rocha.

- 1970: Zack de la Rocha, cantante y músico estadounidense.
- 1970: Raekwon, rapero estadounidense, de la banda Wu-Tang Clan.
- 1971: Scott Burrell, baloncestista estadounidense.
- 1973: Hande Yener, cantante turca.
- 1973: Joaquín Enrique Valerio, futbolista español.
- 1973: Giuseppe Giunta, luchador italiano.
- 1974: Melanie Chisholm, cantante británica, de la banda Spice Girls.
- 1974: Claudia Conserva, modelo y actriz chilena.
- 1974: Ivica Mornar, futbolista croata.
- 1975: Jason Freese, músico estadounidense, de la banda Green Day.
- 1975: Munther Abdullah, futbolista emiratí.
- 1976: María José Loyola Anaya, cantante y compositora mexicana.
- 1976: Dragan Isailović, futbolista serbio.
- 1977: Yoandy Garlobo, beisbolista cubano.
- 1977: Piolo Pascual, actor, cantante, y productor filipino.
- 1977: Fredy García, futbolista guatemalteco.
- 1978: Luis Ayala, beisbolista mexicano.
- 1978: Jeremy Camp, cantante-compositor y guitarrista estadounidense.
- 1978: Santiago Hirsig, futbolista argentino.
- 1978: Bonaventure Kalou, futbolista marfileño.
- 1978: Kim Sa-rang, actriz, modelo y mc surcoreana.
- 1978: Hannah Gadsby, actriz y humorista australiana.
- 1979: John Galliquio, futbolista peruano.
- 1979: Grzegorz Rasiak, futbolista polaco.
- 1979: Rodolfo Martín Ferrando, futbolista uruguayo.
- 1979: David Zabriskie, ciclista estadounidense.
- 1980: Alfredo David Moreno, futbolista argentino naturalizado mexicano (f. 2021).
- 1980: Amerie, cantautora estadounidense.
- 1981: Valerie Domínguez, es una actriz, modelo, presentadora y diseñadora colombiana.
- 1981: Luis Ernesto Pérez, futbolista mexicano.
- 1982: Paul-Henri Mathieu, tenista francés.
- 1982: Dean Whitehead, futbolista británico.
- 1982: Tony Lochhead, futbolista neozelandés.
- 1983: Gayratjon Hasanov, futbolista uzbeko.
- 1984: Oribe Peralta, futbolista mexicano.
- 1984: Adel Abdullah, futbolista sirio.
- 1984: Romeo Surdu, futbolista rumano.
- 1985: Yohana Cobo, actriz española.
- 1985: Artem Milevskiy, futbolista ucraniano.
- 1985: Borja Valero, futbolista español.
- 1985: Victor Correia, futbolista guineano.
- 1985: Cynthia Addai-Robinson, actriz estadounidense.
- 1986: Alejandro Riaño, es un actor y comediante colombiano.
- 1986: Gemma Arterton, actriz británica.
- 1986: Miguel Ángel Nieto, futbolista español.
- 1986: Pablo Daniel Osvaldo, futbolista ítaloargentino.
- 1986: Kieron Richardson, actor británico.
- 1987: Naya Rivera, actriz y cantante estadounidense (f. 2020).
- 1987: Salvatore Sirigu, futbolista italiano.
- 1988: Claude Giroux, jugador canadiense de jóquey sobre hielo.
- 1988: Héctor Yuste, futbolista español.
- 1988: Kike López, futbolista español.
- 1988: Víctor Pérez Alonso, futbolista español.
- 1988: Urtzi Iturrioz Urkiza, futbolista español.
- 1989: Axel Witsel, futbolista belga.
- 1989: Bastian Oczipka, futbolista alemán.

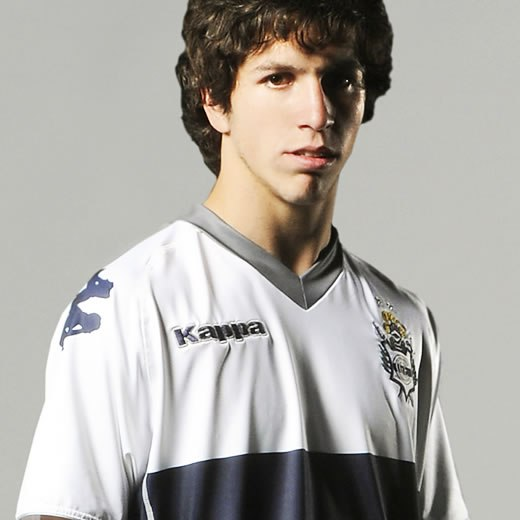
Ignacio Martín Fernández.

- 1990: Ignacio Martín Fernández, futbolista argentino.
- 1990: Serguéi Kariakin, ajedrecista ruso.
- 1991: Pixie Lott, cantautora y actriz británica.
- 1991: Ezequiel Calvente, futbolista español.
- 1991: Jakub Holúbek, futbolista eslovaco.
- 1992: Natalia Campos, futbolista chilena.
- 1992: Ishak Belfodil, futbolista argelino.
- 1992: Samuele Longo, futbolista italiano.
- 1992: Lucas Mugni, futbolista argentino.
- 1993: Zayn Malik, cantante británico.
- 1993: D.O, cantante, actor y modelo surcoreano, miembro del grupo EXO.
- 1993: Santiago Jiménez Luque, futbolista español.
- 1993: Ajara Nchout, futbolista camerunesa.
- 1993: Islambek Kuat, futbolista kazajo.
- 1994: Emre Can, futbolista alemán.
- 1994: Ulises Rayo, futbolista nicaragüense.
- 1995: Maverick Viñales, motociclista español.
- 1995: Alessio Romagnoli, futbolista italiano.
- 1995: Nathy Peluso, cantante argentina.
- 1995: Dan Ojog, futbolista moldavo.
- 1995: Kristján Finnbogason, futbolista islandés.
- 1995: Youssoupha Fall, baloncestista senegalés.
- 1996: Ella Henderson, cantante y compositora británica.
- 1996: Ai Hashimoto, actriz y modelo japonesa.
- 1996: Bonzie Colson, baloncestista estadounidense.
- 1996: Emmanuel González, futbolista uruguayo.
- 1996: Mathurin Madoré, piragüista francés.
- 1996: Jake Pemberton, baloncestista estadounidense.
- 1996: Rin Sumida, futbolista japonesa.
- 1996: Gabriel Etinof, futbolista francés.
- 1996: Gustavo Benjumea, futbolista colombiano.
- 1996: Jerry Marven Merveille, futbolista haitiano.
- 1996: Sandra Jankowiak, regatista polaca.
- 1997: Santiago Ruíz, futbolista colombiano.
- 1997: Gabriella Quevedo, guitarrista sueca.
- 1997: Bernabé Zapata Miralles, tenista español.
- 1997: Jerdy Schouten, futbolista neerlandés.
- 1998: Nathan Gamble, actor estadounidense.
- 1998: Juan Foyth, futbolista argentino.
- 1998: Adrian Šemper, futbolista croata.
- 1998: Rafik Zekhnini, futbolista noruego.
- 1998: Brent Van Moer, ciclista belga.
- 1998: Dejan Petrovič, futbolista esloveno.
- 1998: Carol Bouvard, esquiadora acrobática suiza.
- 1998: Umo Diallo Dieng, baloncestista española.
- 1998: Maxim Jramtsov, taekwondista ruso.
- 1998: Fredrik Karlström, jugador de hockey sobre hielo sueco.
- 1999: Nicolás Schiappacasse, futbolista uruguayo.
- 1999: Manu Morlanes, futbolista español.
- 1999: Clara Copponi, ciclista francesa.
- 1999: Tyler Roberts, futbolista galés.
- 1999: Xavier Tillman, baloncestista estadounidense.
- 1999: Thom Gicquel, jugador de bádminton francés.
- 1999: Francisco Solís, yudoca chileno.
- 1999: Krishna Nagar, jugador de bádminton indio.
- 1999: Ignacio Saavedra, futbolista chileno.
- 1999: Ela Aydin, taekwondista alemana.
- 1999: Christina Wassen, saltadora alemana.
- 1999: Vladyslav Heraskevych, piloto de skeleton ucraniano.
- 1999: Rachaad White, jugador de fútbol americano estadounidense.
- 1999: Torbjørn Heggem, futbolista noruego.
- 2000: Sven Botman, futbolista neerlandés.
- 2000: Batista Mendy, futbolista francés.
- 2000: Jean Marcelin, futbolista francés.
- 2000: Thierno Barry, futbolista hispano-guineano.
- 2000: Zulfat Garáyev, halterófilo ruso.
- 2000: Juanca Pineda, futbolista dominicano.
- 2000: Milagros Díaz, futbolista argentina.
- 2000: Simeon Petrov, futbolista franco-búlgaro.
- 2000: Jordan Davis, jugador de fútbol americano estadounidense.
- 2000: Formelda Hyde, artista drag estadounidense.
- 2001: Romée Leuchter, futbolista neerlandesa.
- 2001: Lassina Traoré, futbolista burkinés.
- 2001: Zakaria Hawsawi, futbolista saudí.
- 2004: Ahn Seo-hyun, actriz surcoreana.
- 2004: Juan Larios, futbolista español.
- 2005: Yarek Gasiorowski, futbolista español.
- 2005: Dinis Rodrigues, futbolista portugués.
- 2006: Macéo Capietto, piloto de automovilismo francés.
- 2006: Vitor Reis, futbolista brasileño.
- 2007: Paula Comendador, futbolista española.

## Fallecimientos
- 1322: María de Brabante, reina consorte de Francia entre 1274 y 1285 (n. 1254).
- 1519: Maximiliano I de Habsburgo, Emperador del Sacro Imperio romano germánico y Archiduque de Austria (n. 1459).
- 1537: Lorenzo di Credi, pintor y escultor florentino (n. 1459).
- 1665: Pierre de Fermat, matemático francés (n. 1601).
- 1674: Giacomo Carissimi, compositor italiano (n. 1605).
- 1705: Luca Giordano, artista italiano (n. 1634).
- 1735: John Eccles, compositor británico (n. 1668).
- 1765: Johann Melchior Molter, compositor y violinista alemán (n. 1696).
- 1788: Francisco Noroña, religioso, médico y botánico español (n. 1748).
- 1759*:Ana de Hannover(n.1709)
- 1806: Manuel Abad y Lasierra, religioso español (n. 1729).
- 1809: Antonio Sangenís Torres, ingeniero militar español (n. 1767).
- 1812: Lucas González Balcarce, militar argentino (n. 1777).
- 1829: Friedrich von Schlegel, filósofo alemán (n. 1772).
- 1856: Ľudovít Štúr, político y escritor eslovaco (n. 1815).
- 1861: Václav Hanka, filólogo y arqueólogo checo (n. 1791).
- 1871: Eduardo Zamacois y Zabala, pintor español (n. 1841).
- 1886: Iliá Uliánov, padre de Lenin (n. 1831).
- 1894: Mariano Rius, empresario español (n. 1838).
- 1897: Isaac Pitman, lingüista y educador británico (n. 1813).
- 1907: Adolf Bernhard Christoph Hilgenfeld, escritor y teólogo alemán (n. 1823).
- 1909: Hermann Minkowski, matemático alemán de origen judío (n. 1864).
- 1912: Alexander Duff, aristócrata británico (n. 1849).
- 1938: Gösta Ekman, actor sueco (n. 1890).
- 1939: Hariclea Darclée, soprano rumana (n. 1960).
- 1942: Vladímir Petliakov, diseñador de aviones ruso (n. 1891).
- 1947: Afrânio Peixoto, médico y literato brasileño (n. 1876).
- 1956: Norman Kerry, actor estadounidense (n. 1894).
- 1960: Pedro Puig Adam, matemático español (n. 1900).
- 1960: Nevil Shute, ingeniero y escritor británico (n. 1899).
- 1963: Ramón Gómez de la Serna, escritor y periodista español (n. 1888).
- 1969: Roberto Noble, periodista argentino (n. 1902).
- 1972: Amaury Germán Aristy, político y revolucionario dominicano (n. 1947).

Agatha Christie.

- 1976: Agatha Christie, escritora británica (n. 1890).
- 1977: Henri-Georges Clouzot, cineasta francés (n. 1907).
- 1980: Antonio Pons, presidente ecuatoriano (n. 1897).
- 1982: William Hendriksen, teólogo estadounidense (f. 1900).
- 1983: Nikolái Podgorni, político soviético (n. 1903).
- 1984: Marina Chechneva, pilota militar soviética, Heroína de la Unión Soviética (n. 1922).
- 1986: Héctor Galmés, escritor, profesor y traductor uruguayo (n. 1933).
- 1988: Connie Mulder, político sudafricano (n. 1925).
- 1990: Laurence J. Peter, pedagogo canadiense (n. 1919).
- 1991: Vasco Pratolini, escritor italiano (n. 1913).
- 1994: Samuel Bronston, productor de cine estadounidense (n. 1908).
- 1997: Jean-Edern Hallier, escritor francés (n. 1936).
- 1997: Charles Brenton Huggins, médico canadiense, premio nobel de medicina en 1966 (n. 1901).
- 1998: Roger Clark, piloto de carreras británico (n. 1939).
- 1998: Ramón Sampedro, marino y escritor tetrapléjico español (n. 1943).
- 2000: Marc Davis, animador y dibujante estadounidense (n. 1913).
- 2000: Bobby Phills, baloncestista estadounidense (n. 1969).
- 2000: Gerardo Solano, futbolista costarricense (n. 1953).
- 2001: Manuel Aznar Acedo, periodista español (n. 1916).
- 2001: William Hewlett, ingeniero estadounidense (n. 1913).
- 2001: Atano III (Mariano Juaristi), pelotari español (n. 1904).
- 2002: Cyrus Vance, político estadounidense (n. 1917).
- 2003: Kinji Fukasaku, cineasta japonés (n. 1930).
- 2003: Leopoldo Galtieri, militar argentino, dictador entre 1981 y 1982 (n. 1926).
- 2003: Hugo Sofovich, productor, director y libretista argentino (n. 1939).
- 2004: Olga Ladyzhenskaya, matemática rusa (n. 1922).
- 2005: Amrish Puri, actor indio (n. 1932).
- 2006: Jovita Luna, cantante, vedette y actriz argentina (n. 1924).
- 2007: Alice Coltrane, pianista de jazz estadounidense (n. 1937).
- 2008: Gabriel Manelli, bajista argentino, de la banda Babasónicos (n. 1969).
- 2008: Ángel González, poeta español (n. 1925).
- 2009: Claude Berri, cineasta francés (n. 1934).
- 2009: Arne Næss, filósofo noruego (n. 1912).
- 2009: Alejandro Sokol, músico argentino, de las bandas Sumo y Las Pelotas (n. 1960).
- 2010: Fallecimientos durante el Terremoto de Haití de 2010:
  - Joseph Serge Miot, obispo haitiano (n. 1946).
  - Magalie Marcelin, abogada, feminista y actriz haitiana (n. 1962).
  - Anne Marie Coriolan, feminista y activista haitiana (n. 1956).
  - Hédi Annabi, diplomático tunecino (n. 1943).
- 2010: Daniel Bensaïd, filósofo francés (n. 1946).
- 2010: Fina de Calderón, escritora, poetisa y compositora española (n. 1927).
- 2011: Clemar Bucci, piloto de automovilismo argentino (n. 1920).
- 2011: Paul Picerni, actor estadounidense (n. 1922).
- 2012: Mónica Grey, actriz argentina (n. 1941).
- 2012: Natalee Holloway, estudiante estadounidense desaparecida en 2005 y declarada muerta en esta fecha (n. 1986).
- 2013: Amedeo Cattani, futbolista italiano (n. 1924).
- 2013: Koto Okubo, supercentenaria japonesa (n. 1897).
- 2015: Yelena Obraztsova, mezzosoprano rusa (n 1939).
- 2017: Meir Banai, músico, cantante y compositor israelí (n. 1961).
- 2017: William Peter Blatty, escritor y cineasta estadounidense (n. 1928).
- 2018: Pierre Pincemaille, músico francés (n. 1956).
- 2020: Roger Scruton, filósofo y escritor inglés (n. 1944).
- 2021: Álvaro Mejía Flórez, atleta colombiano. (n.1940).
- 2021: Filaret, sacerdote bielorruso (n.1935).
- 2022: Luis Castañeda Lossio, político peruano (n. 1945).
- 2022: Ronnie Spector, cantante estadounidense (n. 1943).
- 2023: Lisa Marie Presley, cantante estadounidense (n. 1968).

## Celebraciones

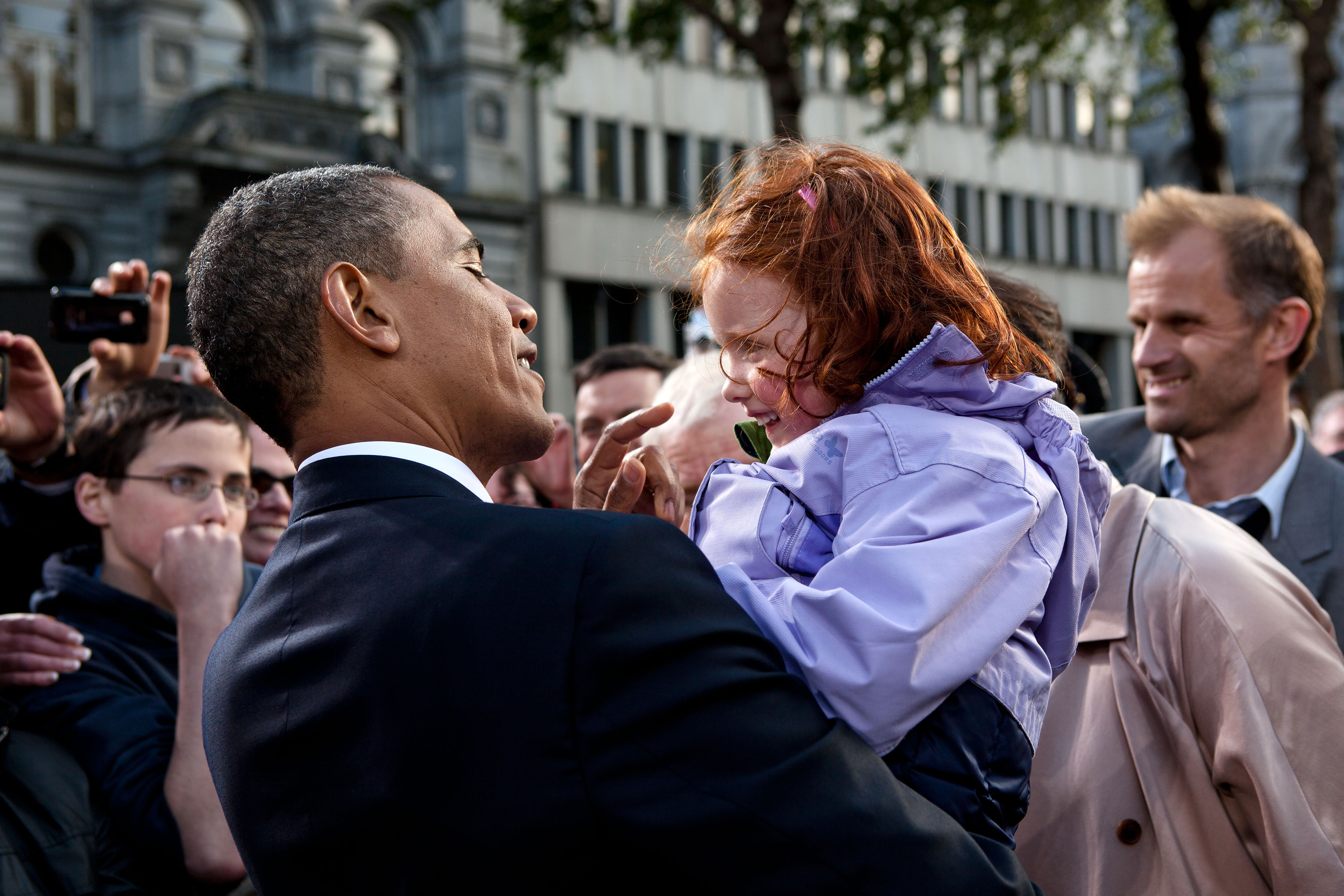
Barack Obama sostiene una niña pelirroja en Dublín.

- Día Internacional de Besar a un Pelirrojo.[6](imagen ilustrativa). En el año 2009, luego de que un programa de televisión desencadenara incidentes violentos en Estados Unidos porque se promovía la agresión hacia las personas pelirrojas, un activista tuvo la idea de que para homenajear y resaltar la singularidad de éstos, así como atenuar el estigma y el acoso por su característica tan peculiar, debía existir un día especial, por lo que escogió el 12 de enero.[7]

- Día Mundial del Mazapán.[8]

- Yennayer: 
  - Año Nuevo Bereber: en Argelia, Marruecos y comunidades bereberes de Francia.

 Por países
(Por orden alfabético)
- Argentina:
  - Día del trabajador pizzero, pastelero, confitero, heladero y alfajorero.[9]
Esta fecha conmemora la creación del Sindicato de Trabajadores de Pastelería, Confitería, Heladería, Pizzería y Alfajorería (STPCHyA) en 1946 (hace 79 años).
    -  Santa Cruz:
      - Los Antiguos: Fiesta Nacional de la Cereza.[10]Se celebra anualmente en una pequeña localidad en la Patagonia Argentina, cerca de la frontera con Chile. Esta fiesta, que comenzó hace 34 años, rinde homenaje a la cereza, el producto más importante de la región. Durante el evento, los visitantes pueden disfrutar de espectáculos musicales, probar dulces de cereza y tortas de frutos rojos, y presenciar la elección de la Reina de la Cereza.

- Bolivia: 
  - Día del Turismo.

- Bután:
  - Día tradicional de ofrendas.[11]

- Estados Unidos: 
  - El primer día en que puede caer el Día de Lee-Jackson, mientras que el 18 de enero es el último, celebrado el viernes antes del Día de Martin Luther King (Comunidad de Virginia).
  - Día de Trabajar Más Duro. Una festividad singular que motiva a intensificar acciones y trascender barreras para florecer a nivel personal.
(en inglés: Work Harder Day).
  - Día del Pollo al Curri.
(en inglés: National Curried Chicken Day).
  - Día del Farmacéutico.
(en inglés: National Pharmacist Day).
  - Día Nacional de la Cena Dominical (2025). Se celebra el segundo domingo del nuevo año.

- India: 
  - Día Nacional de la Juventud. Celebración extendida actualmente a varios países. En honor al cumpleaños de Swami Vivekananda, quien fue una figura influyente en India en el siglo XIX y un firme creyente en el poder de la juventud.

- Rusia: 
  - Día del Fiscal General.

- Tanzania: 
  - Día de la Revolución de Zanzíbar.

- Turkmenistán: 
  - Memorial Day.

### Santoral católico

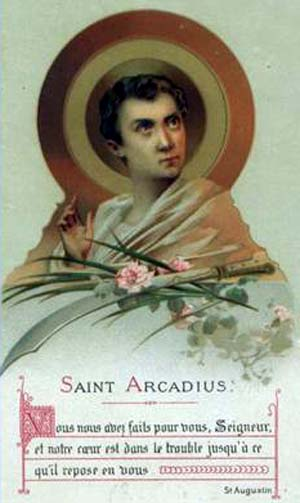
San Arcadio de Cesarea.

- San Arcadio de Cesarea, mártir (c. 304).[12](imagen ilustrativa).
- Santos Tigrio y Eutropio de Constantinopla, mártires (406).[12]
- Santa Cesárea de Arlés, abadesa (c. 529).[12]
- San Victoriano de Asán (c. 561).[12]
- San Ferreol de Grenoble, obispo y mártir (c. 659).[12]
- San Benito Biscop, abad (c. 690).
- San Elredo de Rievaulx, abad (c. 1166).[12]
- San Martín de la Santa Cruz, presbítero y canónigo (1203).[12]
- San Bernardo de Corileone (1667).[12]
- Santa Margarita Bourgeoys, virgen (1700).[12]
- Beato Antonio Fournier, mártir (1794).[12]
- Beato Pedro Francisco Jamet, presbítero (1845).[12]
- San Antonio María Pucci, presbítero (1892).[12]
- Beato Nicolás Bunkerd Kitbamrung, presbítero y mártir (1944).[12]

 Por países
(Por orden alfabético)
- México: 
  - Día de los Inditos.[13]Celebración en el Santuario de Guadalupe en León, Guanajuato. Esta tradición de hace 149 años honra a San Juan Diego y a la Virgen de Guadalupe. Los niños, vestidos como "Juan Dieguito", y las niñas, como "Lupitas", con trajes mexicanos típicos, rinden homenaje a estos santos.